# 순천별량중학교
순천별량중학교(順天別良中學校)는 대한민국 전라남도 순천시 별량면 동송리에 있는 공립 중학교이다.

## 학교 연혁
- 1969년 10월 14일 : 별량중학교 설립 인가
- 1970년 3월 1일 : 초대 교장 임선준 선생 취임
- 1970년 3월 16일 : 개교 및 입학식
- 1995년 4월 24일 : 순천별량중학교로 교명 변경
- 2011년 3월 1일 : 도교육청 지정 무지개학교 운영
- 2017년 3월 1일 : 전남혁신울림학교 운영(전, 무지개울림학교)
- 2021년 3월 1일 : 도 교육청 지정 '미래형 혁신학교' 운영
- 2022년 3월 1일 : 제18대 장옥란 교장 부임
- 2024년 3월 1일 : 전라남도교육청 지정 전남형 미래선도학교 운영
- 2025년 1월 7일 : 제53회 41명 졸업(총 졸업생 9,914명)

## 참고 자료
- 순천별량중학교 - 한국교육학술정보원 학교알리미